# Остапівська волость (Хорольський повіт)
Остапівська волость — адміністративно-територіальна одиниця Хорольського повіту Полтавської губернії з центром у містечку Остап'є.
Старшинами волості були:
- 1900 року козак Марко Семенович Міщенко[1];
- 1904 року козак Іван Михайлович Моргун [2];
- 1913 року Павло Денисович Трутень[3];
- 1915 року козак Степан Григорович Демяненко[4].